# کارواچ (استان ماسوویان)
کارواچ (به لهستانی:  Karwacz) یک روستا در لهستان است که در گمینا پژاسنش واقع شده‌است.